# مطيافية إلكترون أوجيه

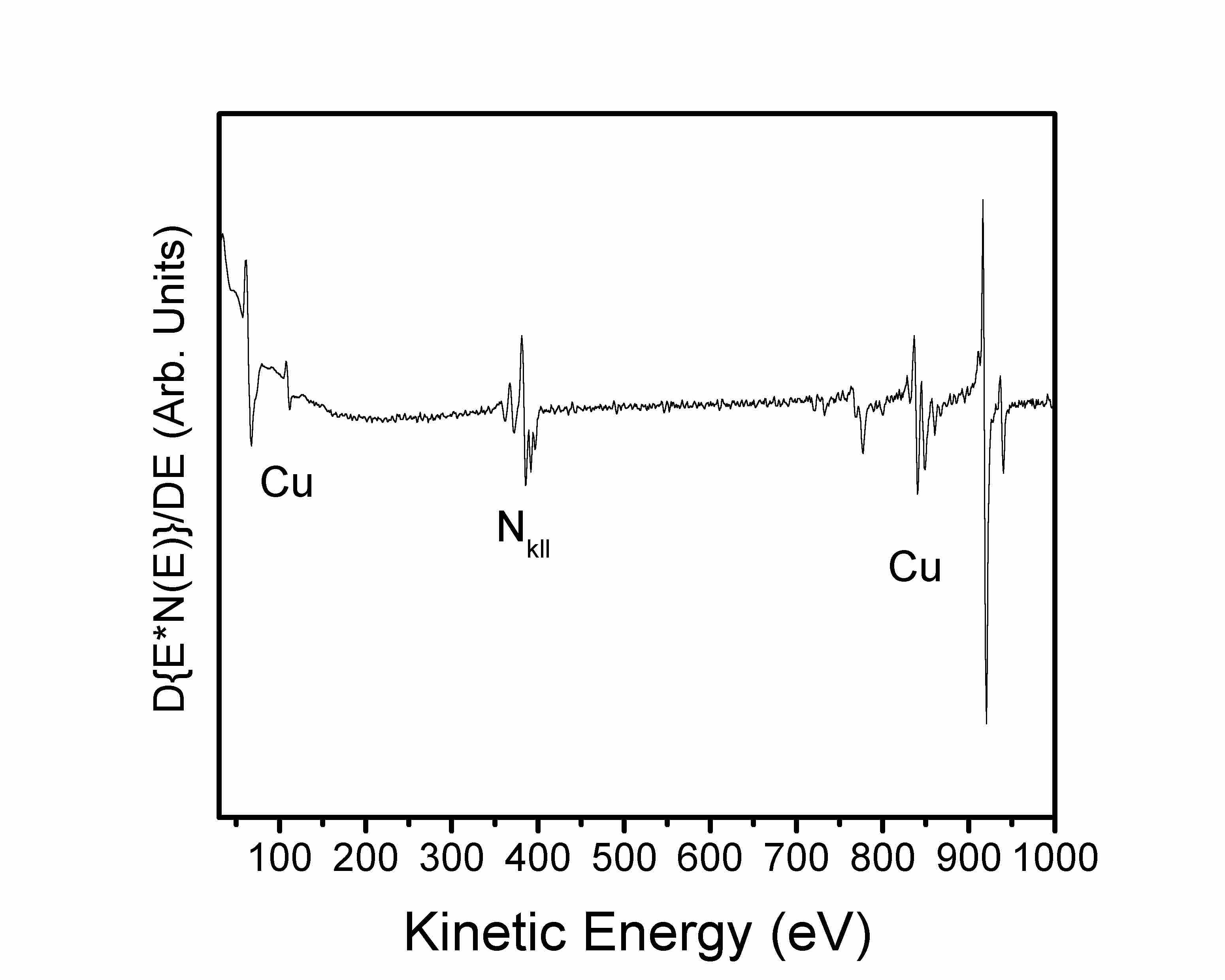

مطيافية إلكترون أوجيه (Auger electron spectroscopy) هي تقنية تحليلة عامة تستخدم بشكل خاص في دراسة السطوح وبشكل أعم في مجال علم المواد. تعتمد هذه التقنية على ما يسمى بتأثير أوجيه كما يوضح الاسم. تعتمد هذه التقنية على تحليل الالكترونات الطاقية المحررة من ذرة محرضة بعد عدد من أحداث الاسترخاء داخل الذرة.

## انتقال الإلكترون وتأثير أوجيه
عندما تتحرض الذرة بآلية خارجية مثل فوتون أو حزمة إلكترونية تتراوح طاقتها بين 2 كيلو إلكترون فولت - 50 كيلو إلكترون فولط قد يتحرر إلكترون من الطبقات الداخلية للذرة مخلفاً ثقباً خلفه. وباعتبار أن هذه الحالة هي حالة غير مستقرة للذرة، فمن الممكن أن يتحرك إلكترون من المدارات الأعلى ليملأ الثقب المتخلف، وعندها يُصدر الإلكترون الذي يتحرك إلى مدار داخلي طاقة تعادل الفرق بين طاقتي المدارين. إن طاقة الانتقال هذه (وهي تكون في شكل فوتون) قد تقترن مع إلكترون ثاني من الطبقات الخارجية وتتسبب في تحرره من الذرة وانطلاقة إلى خارجها . وهذا يحدث إذا ما كانت طاقة الفوتون أكبر من طاقة ارتباطه في مداره الذري. تلك الإلكترونات المتحررة من الذرة والناتجة من تأثير أوجيه تسمى إلكترونات أوجيه.

## طريقة مطيافية إلكترون أوجيه
في مطيافية إلكترون أوجيه يعين طيف طاقة الإلكترونات المنبعثة تحت تأثير اوجيه. وهي تنتج عن طريق تصويب إلكترونات من الخارج أو أشعة إكس أو أشعة فوق البنفسجية على سطح عينة يراد تحليلها . تختار طاقة الوابل المصادم في حيز عدة كيلو إلكترون فولط. تلك المصادمات تتسبب في حدوث فجوات في البنية الإلكترونية لذرات العينة . وبعدها تنطلق إلكترونات أوجيه خارج الذرات حاملة طاقات بمقادير تميز عنصر مادة العينة، لأنها تعين عدده الذري ، ومنه نعرف العنصر.

## خصائص مطيافية إلكترون أوجيه
إلكترونات أوجيه تكون لها طاقات في حدود 50 إلكترون فولط إلى نحو 3000 إلكترون فولط وهي طاقات ضعيفة ذات مسارات قصيرة جدا في المواد الصلبة . بناءا على ذلك فهي تصلح لاختبار أسطح المواد . فيبلغ سمك العينة الذي يمكن اختباره لا يتعدى العشرة ذرات العليا تحت سطح العينة. لهذا تصلح مطيافية إلكترون أوجيه لتعيين بدقة محتويات السطح الخارجي للعينة بمقاييس تبلغ بين 01و0 ميكرومتر - 100 ميكرومتر، حيث يمكن بواسطتها التعرف على وجود شوائب في العينة .
تستطيع مطيافية إلكترون أوجيه التعرف على ذرات الشوائب إذا زادت عن نحو 05و0 % في العينة . فابتداء من ذلك التركيز تصبح قمم القياسات محسوسة ويمكن تقييمها . وإذا كان المطلوب هو تعيين عنصر العينة النقي، وحدث أن العينة عند تجهيزها قد أصابها شوائب، فلابد أولا من إزالة تلك الشوائب وتشتيتها عن طريق ضربها بذرات الآرغون.

## تطبيقات أخرى
يمكن التصوير بمطيافية إلكترون أوجيه والحصول على نوع من صور المجهر الإلكتروني الماسح . ويستخدم في هذه الطريقة عداد أو مكشاف للإلكترونات الثانوية، يقوم هذا المكشاف بتحويل الإلكترونات الثانوية إلى صورة . ويقترب تباين الصورة الملقوطة بطريقة إلكترون أوجيه من تباين (درجة الوضوح)
للصور الملتقطة بالمجهر الإلكتروني الماسح .
بالإضافة إلى هذا الاستخدام يمكن أستخدام مكشاف طيف إلكترون أوجيه نفسه في تشكيل صورة العينة . تلك الصور تحمل معلومات عن المادة، تلك الطريقة تسمى «مطيافية إلكترون أوجيه الماسحة» scanning Auger microscopy ( SAM).
في مطيافية الانبعاث الضوئي تصدر من سطح العينة المسلط عليها أشعة فوق البنفسجية أو أشعة إكس إلكترونات وكذلك إلكترونات أوجيه . بذلك يظهر في طيف العينة قمم لإلكترونات أوجيه . وقمم إلكترونات أو جيه تختلف عن قمم إلكترونات التأثير الضوئي في كونها لا تتغير بتغير طاقة الأشعة المسلطة عليها (أشعة ضوئية متغيرة أو أشعة سينية متغيرة).